# 深水炸弹 (鸡尾酒)

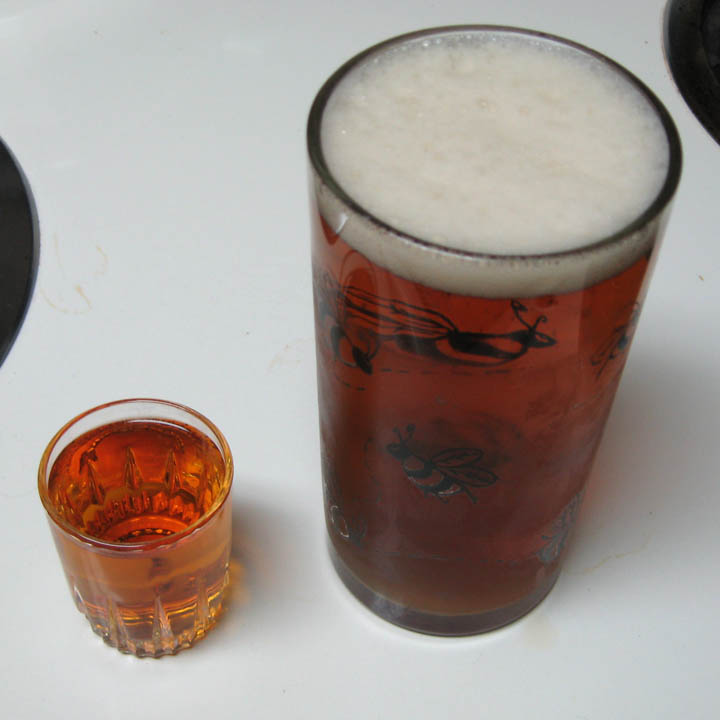
用于制作深水炸弹的一小杯威士忌和一大杯啤酒。

深水炸弹是一類用啤酒和烈性酒混合配制成的鸡尾酒。

## 简介
“深水炸弹”来源说法不一，有说法指其源自美军军营中将威士忌和啤酒混合饮用的方法。深水炸弹并无固定配方，一般是在大量啤酒中加入少量烈性酒，通常是将小杯烈酒连杯子一起投入大杯啤酒中，以造成气泡不断冒出的效果。加入的烈性酒可以是威士忌、伏特加等西式烈酒，也可以是中式白酒或韩国烧酒等。其口感较为柔和，接近于普通啤酒。

## 健康风险
人体吸收不同度数的酒有不同的速度，其中以20%酒精含量的酒吸收速度最快，而“深水炸弹”的度数一般在20%左右。另外，啤酒中的二氧化碳等物质会加快酒精吸收，进而加深醉酒症状，对人体造成危害。此外，由于深水炸弹的口感较柔和，不明就里的人（酒量差）极易过量饮用，引发风险。